# Taux d'intérêt naturel
Le taux d'intérêt naturel (ou TIN) est le taux d'intérêt qui permet de maintenir l'inflation stable et un niveau de demande assurant le plein emploi de manière non inflationniste. Il s'agit d'un concept économique créé par l'économiste suédois Knut Wicksell.

## Concept
Le taux d'intérêt naturel est théorisé par Knut Wicksell en 1898 dans son ouvrage Interest and Prices. Il est repris par Michael Woodford en 2003. Il s'agit du taux d'intérêt qui permet un niveau de demande qui assure le plein emploi et, en même temps, une inflation stable. Le taux d'intérêt naturel maintient la production à son niveau potentiel. En d'autres termes, le TIN « place l'économie sur un sentier de plein emploi et d'inflation stable [...] [il peut] être assimilé au taux d'intérêt que l'on obtiendrait si les prix et les salaires s'ajustaient de telle sorte que le niveau de l'activité économique soit à son niveau de plein emploi ».
Le taux d'intérêt réel est déterminé indépendamment de la politique monétaire. Il s'agit d'un état de fait du système économique. Lorsque le taux directeur réel (c'est-à-dire ajusté à l'inflation) est en-dessous du taux d'intérêt naturel, cela signifie que la politique monétaire est stimulante. Si le taux d'intérêt réel est au-dessus du taux d'intérêt naturel, cela signifie que la politique monétaire est trop restrictive : la banque centrale doit faire baisser le taux d'intérêt pour atteindre le plein emploi et garder l'inflation stable.
Il existe toutefois un effet autorégulateur. Lorsque le taux d'intérêt est inférieur au taux d'intérêt naturel, l'investissement augmente car le coût du capital est inférieur à son rendement. Cela produit de l'inflation, et fait augmenter le taux d'intérêt naturel. A contrario, lorsque le taux d'intérêt est supérieur au taux d'intérêt naturel, l'économie ralentit ou entre en récession.
Le TIN évolue en fonction des grandes variables de l'économie. Si le taux d'épargne augmente mais que l'investissement n'augmente pas en proportion, le TIN chute, par exemple. Il en va de même dans le cas d'un ralentissement de la croissance de la productivité qui réduit l'incitation des entreprises à investir.

## Calcul
Le taux d'intérêt naturel n'est pas observable, il doit être estimé à partir de calculs. Une étude de Thomas Laubach et John C. Williams en 2003 estime le taux d'intérêt naturel à partir du PIB réel, de l'inflation, et des taux d'intérêt à court terme, « et ils supposent que l’écart entre le PIB effectif et le PIB potentiel est induit par la différence entre le taux d’intérêt réel à court terme et le TIN »,.

## Historique
Les taux d'intérêt naturels des plus grandes économies de la Zone euro évoluent de manière concomitante et parallèle. Les estimations économiques tendent à montrer que le taux d'intérêt naturel de la Zone euro est devenu négatif depuis la crise économique mondiale de 2008.